# Langenstein (Halberstadt)

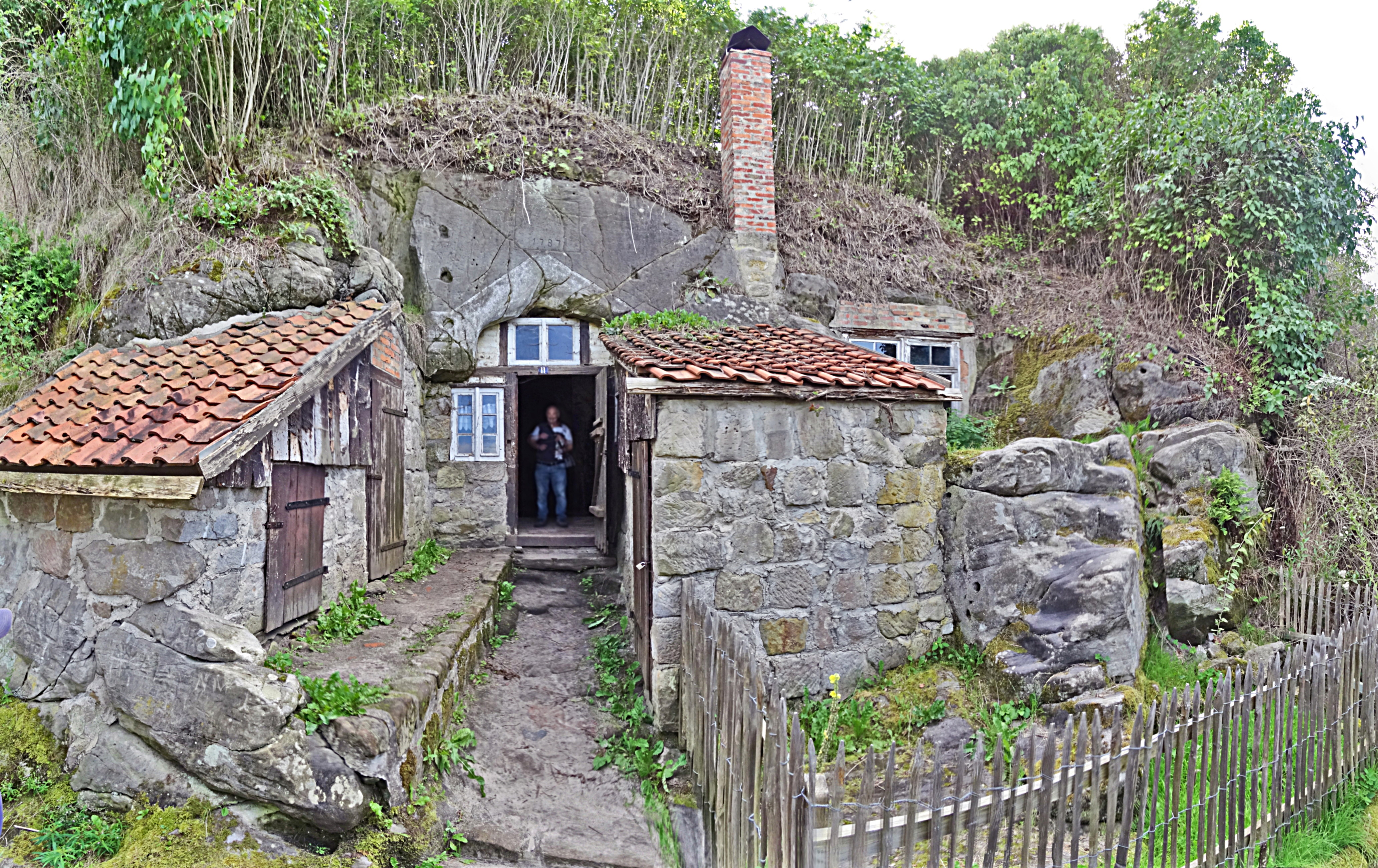
Höhlenwohnung in Langenstein, am Weg zur Altenburg

Langenstein ist Ortschaft und Ortsteil der Stadt Halberstadt im Landkreis Harz, südlich von Halberstadt und nördlich von Blankenburg (Harz) gelegen, in unmittelbarer Nähe der Bundesstraße 81. Südöstlich des Ortes liegt der markante Hoppelberg.
Durch das KZ Langenstein-Zwieberge, ein Außenlager des KZ Buchenwald in den Jahren 1944–45, erlangte der Name des Dorfes traurige Berühmtheit. Außerdem ist Langenstein für die Höhlenwohnungen Langenstein bekannt, in denen bis in das 20. Jahrhundert noch Menschen lebten.

## Geographie
Langenstein liegt fünf Kilometer südwestlich der Kreisstadt Halberstadt. Zum Ortsteil Langenstein gehören die Wohnplätze Bahnhof Langenstein, Galgenhöhe, Osterholz, Untermühle, Wilhelmshöhe.

## Geschichte

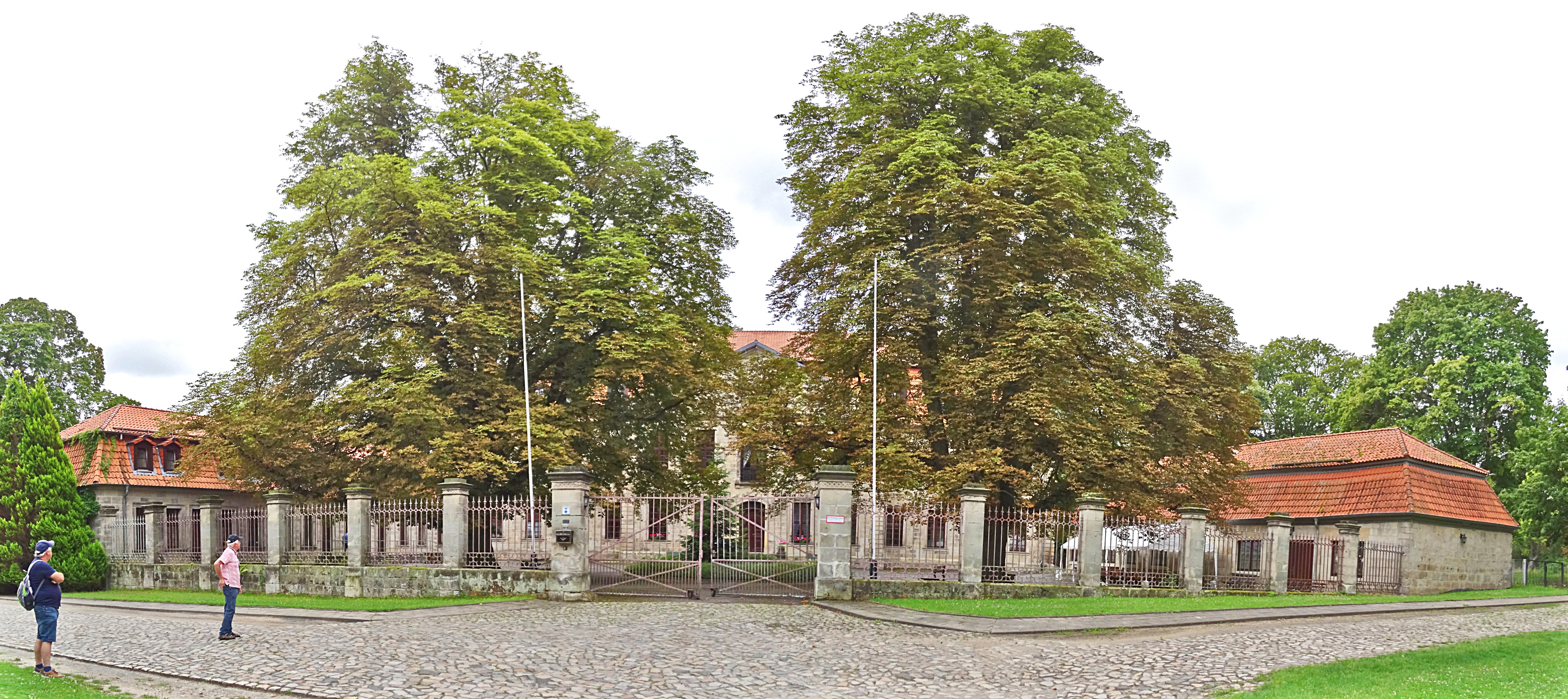
Schloss Langenstein

Bischof Ulrich von Halberstadt baute sich eine Zufluchtsburg am „langen Steene“ (Langenstein). Die „Altenburg“ bestand von ungefähr 1150 bis 1645. Diese wurde von den Schweden zerstört und dann von der Bevölkerung abgetragen. Die Räume der Burg waren zum Teil Höhlen, die dann als erste der Höhlenwohnungen Langenstein von der Bevölkerung bezogen wurden.
Maria Antonia von Branconi geb. von Elsener (1746–1793), die Mätresse von Herzog Karl Wilhelm Ferdinand und Bekannte von Johann Wolfgang von Goethe, erwarb 1776 das Gut Langenstein. Nach ihrem Bruch mit dem Herzog ließ sie zwischen 1777 und 1783 das barocke Schloss errichten. 1855 kaufte Oberamtmann August Wilhelm Rimpau Ort und Schloss Langenstein. Er nahm einige bauliche Veränderungen am Schloss vor und ließ den Schlosspark auf einer Fläche von ca. 20 Hektar im Stil eines englischen Landschaftsparks vom Landschaftsgärtner Eduard Petzold umgestalten. Die Gemäldesammlung betreute zeitweise Wilhelm Bode. Die Familie Rimpau wurde 1945 im Zuge der Bodenreform in der sowjetischen Besatzungszone enteignet.
Ab 1946 wurde das Schloss Langenstein als Heilstätte genutzt. Später als Ausbildungsstätte für Kinder und Jugendliche z. B. Nähstube für Mädchen und Handwerk für Buben. Ab 1977 wurde es sogar zeitweise im Sommer als Betriebs-Kinderferienlager des Seehafen Rostock, betrieben. Seit 1998 ist es Wohn- und Therapiezentrum für Menschen mit Autismus und Prader-Willi-Syndrom. Das Langensteiner Schloss und der Schlosspark gehören heute zum Netzwerk Gartenträume Sachsen-Anhalt.
Am 30. September 1928 wurde der Gutsbezirk Langenstein mit der Landgemeinde Langenstein vereinigt. Zur Gemeinde Langenstein gehörte bis zur Aufgabe ihrer Selbständigkeit der am 1. Dezember 1973 eingemeindete Ortsteil Mahndorf. Am 1. Januar 2010 wurde die bis dahin selbstständige Gemeinde Langenstein zusammen mit den Gemeinden Athenstedt, Aspenstedt, Sargstedt und Schachdorf Ströbeck in die Stadt Halberstadt eingemeindet. Gleichzeitig wurde die Ortschaft Langenstein errichtet, zu der die Ortsteile Böhnshausen und Mahndorf gehören.

## Religion

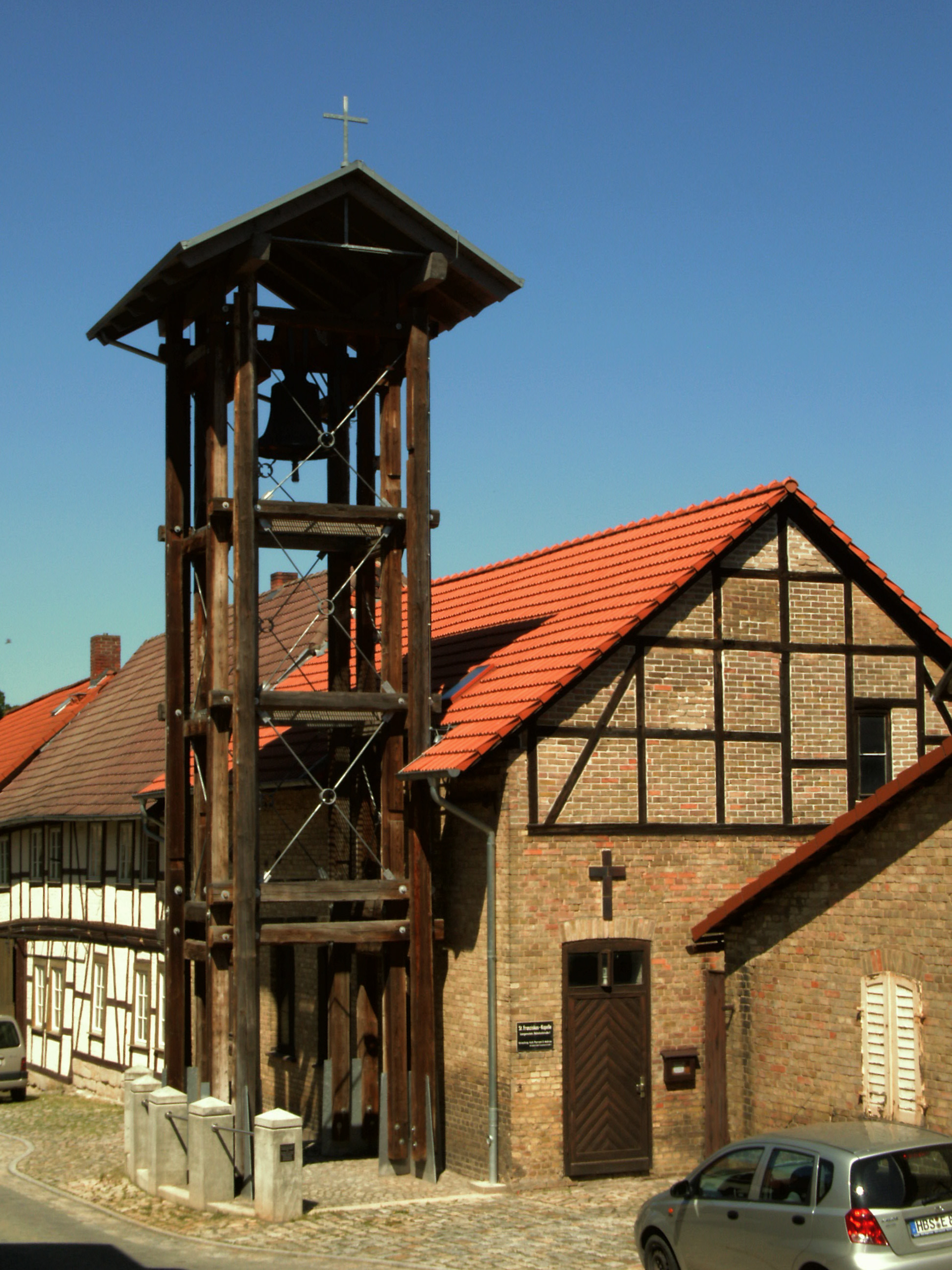
St.-Franziskus-Kapelle

Die 1888 erbaute evangelische St.-Nikolai-Kirche wurde 1975 von der Kirchengemeinde an die politische Gemeinde Langenstein verkauft, da die Kirchengemeinde die erforderliche Sanierung der Kirche unter den Rahmenbedingungen der DDR nicht realisieren konnte. 1977 erfolgte die Sprengung der nach Nikolaus von Myra benannten Kirche. Seitdem finden evangelische Gottesdienste im evangelischen Pfarrhaus oder in der St.-Franziskus-Kapelle statt. Die Kirchengemeinde Langenstein gehört zum Kirchenkreis Halberstadt der Evangelischen Kirche in Mitteldeutschland.
Die Kapelle St. Franziskus ist nach Franz von Assisi benannt und befindet sich in der Dorfstraße, sie war ursprünglich katholisch und wurde 1954 als Außenstation der Pfarrei St. Andreas in Halberstadt eingerichtet, nachdem sich im Zuge der Flucht und Vertreibung Deutscher aus Mittel- und Osteuropa 1945–1950 wieder Katholiken im seit der Reformation evangelisch geprägten Langenstein angesiedelt hatten. 2003 wurde als ökumenisches Projekt vor der katholischen St.-Franziskus-Kapelle ein Glockenturm errichtet. Als im Jahre 2009 die katholischen Kirchengemeinden im Raum Halberstadt fusionierten, kam die St.-Franziskus-Kapelle zur Halberstädter Pfarrei St. Burchard. Aufgrund der nur noch geringen Zahl von Gottesdienstbesuchern fand am 7. April 2017 in der Kapelle der letzte katholische Gottesdienst statt und 2019 wurde sie an die evangelische Kirchengemeinde Halberstadt verkauft. Die offizielle Profanierung als katholisches Gotteshaus erfolgte per Dekret vom 2. April 2020.

## Politik

### Ortschaftsrat
Als Ortschaft der Stadt Halberstadt übernimmt ein so genannter Ortschaftsrat die Wahrnehmung der speziellen Interessen des Ortes innerhalb bzw. gegenüber den Stadtgremien. Er wird aus neun Mitgliedern gebildet.

### Bürgermeister
Als weiteres ortsgebundenes Organ fungiert der Ortsbürgermeister, dieses Amt wird zurzeit von Holger Werkmeister wahrgenommen.

### Wappen
| | Blasonierung: „Von Rot und Silber schrägrechts geteiltem Schild ein Bischof im goldenen Gewand, mit grünem, von einer goldenen Spange gehaltenen Mantel; auf dem Kopf eine grüne, golden verzierte Mitra mit zwei kleinen Kreuzen; in der linken Hand einen goldenen Bischofsstab haltend, die rechte Hand segnend erhoben.“ |
| Wappenbegründung: Die Farben des Ortes sind Weiß (Silber) - Rot. Das Wappen wurde auf der Ratssitzung am 3. Februar 1931 beschlossen. Der silbern-rote Schild nimmt Bezug auf das Wappen der Bischöfe von Halberstadt, in deren territoriale Zugehörigkeit und Befugnis Langenstein früher fiel. Die Bischofsfigur stellt den Bischof Ulrich von Halberstadt dar, der sich eine Zufluchtsburg am „langen Steene“ baute. Diese Burg bestand von ca. 1150 bis 1645. Sie wurde von den Schweden im Dreißigjährigen Krieg zerstört und dann von der Bevölkerung abgetragen. Das Wappen wurde am 15. Februar 1932 durch das Preußische Staatsministerium verliehen. | |

### Städtepartnerschaften
Am 5. Juli 1991 wurde mit der Gemeinde Cappeln (Oldenburg) im Landkreis Cloppenburg (Niedersachsen) ein Partnerschaftsvertrag geschlossen.

## Sehenswürdigkeiten

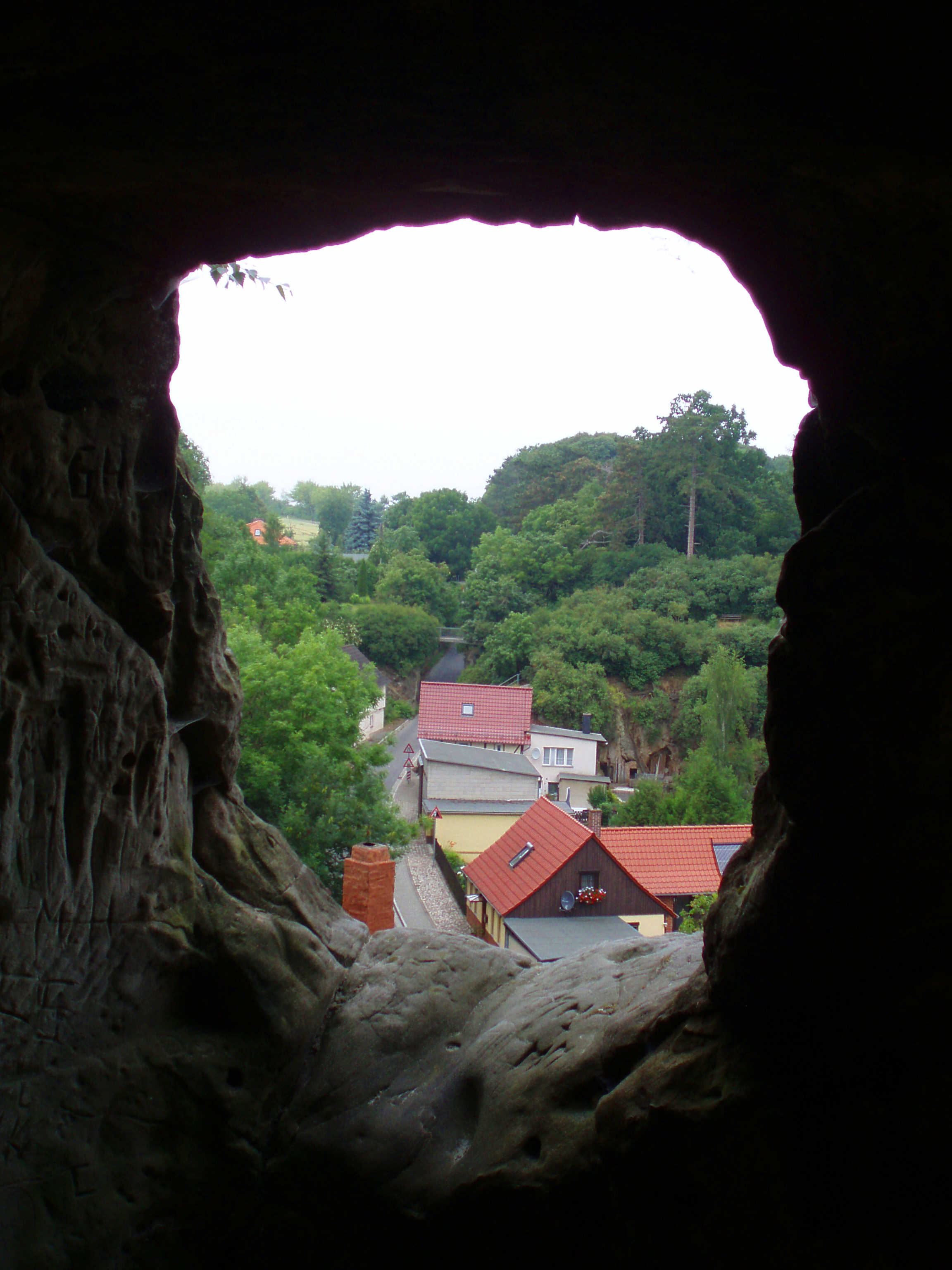
Blick aus einer Höhlenwohnung zum Ortsausgang Richtung Böhnshausen

### Bauwerke
Im Ort befinden sich 15 im örtlichen Denkmalverzeichnis eingetragene Baudenkmale.

### Gedenkstätte
- Grabstätten auf dem Ortsfriedhof für acht nur teilweise namentlich bekannte Frauen und Männer verschiedener Nationalität, die während des Zweiten Weltkrieges nach Deutschland als Kriegsgefangene verbracht oder als Zivilisten verschleppt und Opfer von Zwangsarbeit wurden.

## Persönlichkeiten

### Söhne und Töchter der Gemeinde
- Jakob Martini (1570–1649), lutherischer Theologe und Philosoph
- Wilhelm Erasmus Arends (1677–1721), evangelischer Pfarrer
- Hermann Schafft (1883–1959), Mitbegründer der Gesellschaft für Christlich-Jüdische Zusammenarbeit Kassel

### Personen, die mit dem Ort in Verbindung stehen
- Maria Antonia von Branconi (1746–1793), Mätresse von Karl Wilhelm Ferdinand und Gutsbesitzerin
- Carl Johann Conrad Michael Matthaei (1744–1830), Hofmeister und Gutsverwalter der Maria Antonia von Branconi
- Wilhelm Rimpau (1814–1892), Unternehmer und Landwirt
- Wilhelm Rimpau (1842–1903), Landwirt und Pflanzenzüchter
- Harald Döring (1941–1997), Maler
- Jürgen Rimpau (* 1944), Landwirt und Hochschullehrer
- Maik Franz (* 1981), Bundesliga-Fußballspieler, begann seine Karriere beim SV Langenstein
- Dr. Albrecht Meinel (1935–2021), Pflanzenzüchter und Buchautor

## Verkehr

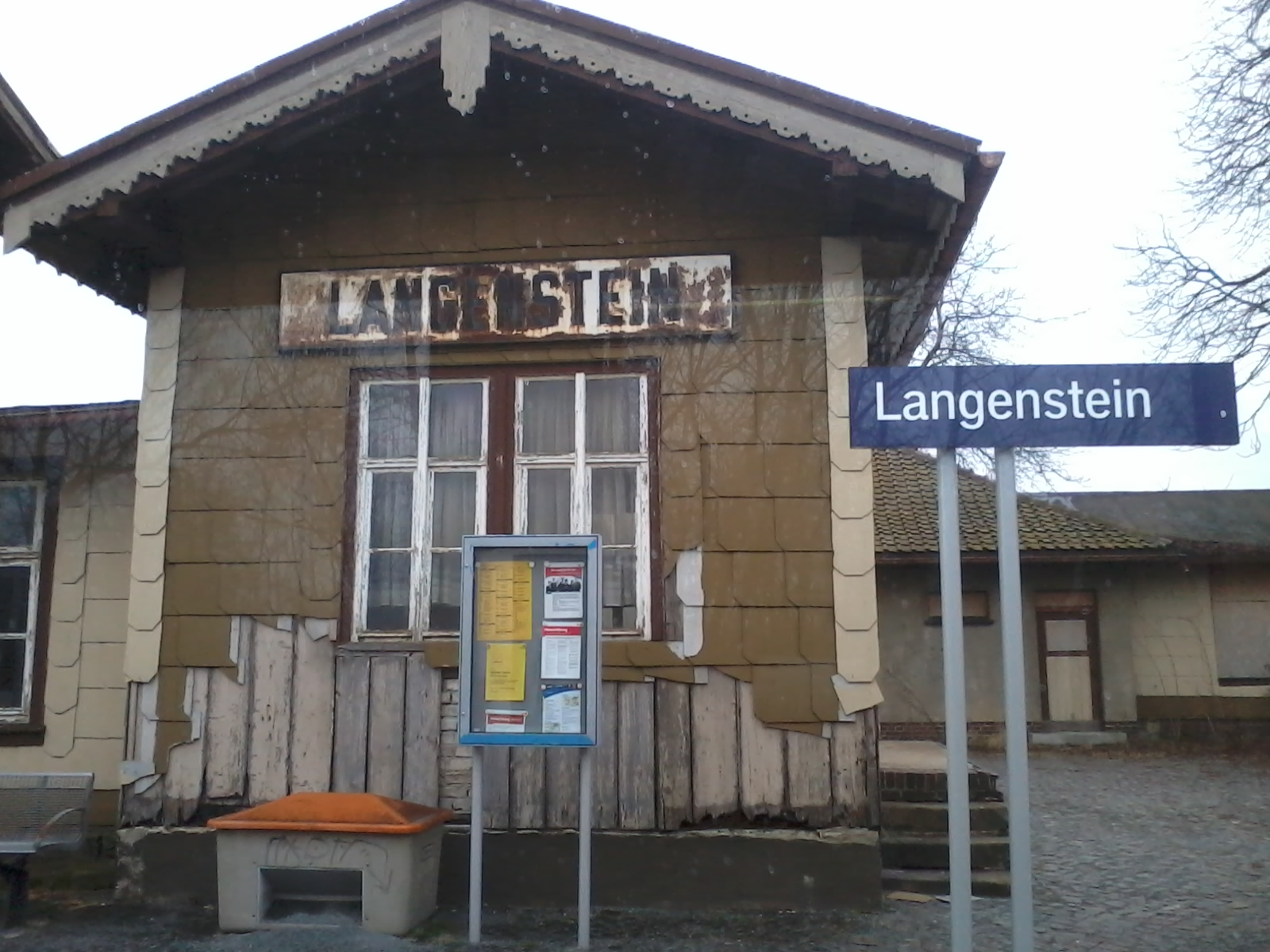
Bahnhof Langenstein

Der Bahnhof Langenstein liegt an der Bahnstrecke Halberstadt–Blankenburg. Hier zweigte früher die Bahnstrecke Langenstein–Minsleben ab. Langenstein ist durch Busverbindungen der Harzer Verkehrsbetriebe und Halberstädter Verkehrs-GmbH erreichbar.